# Tapacul negrós
El tapacul negrós (Scytalopus latrans) és una espècie d'ocell de la família dels rinocríptids (Rhinocryptidae).

## Hàbitat i distribució
Viu al sotabosc del bosc humid de muntanya i zones empantanegades per ambdues vessants dels Andes des de Colòmbia i Veneçuela oriental fins l'est i sud-oest de l'Equador i nord i nord-oest del Perú.